# Megalithanlagen von Lousal

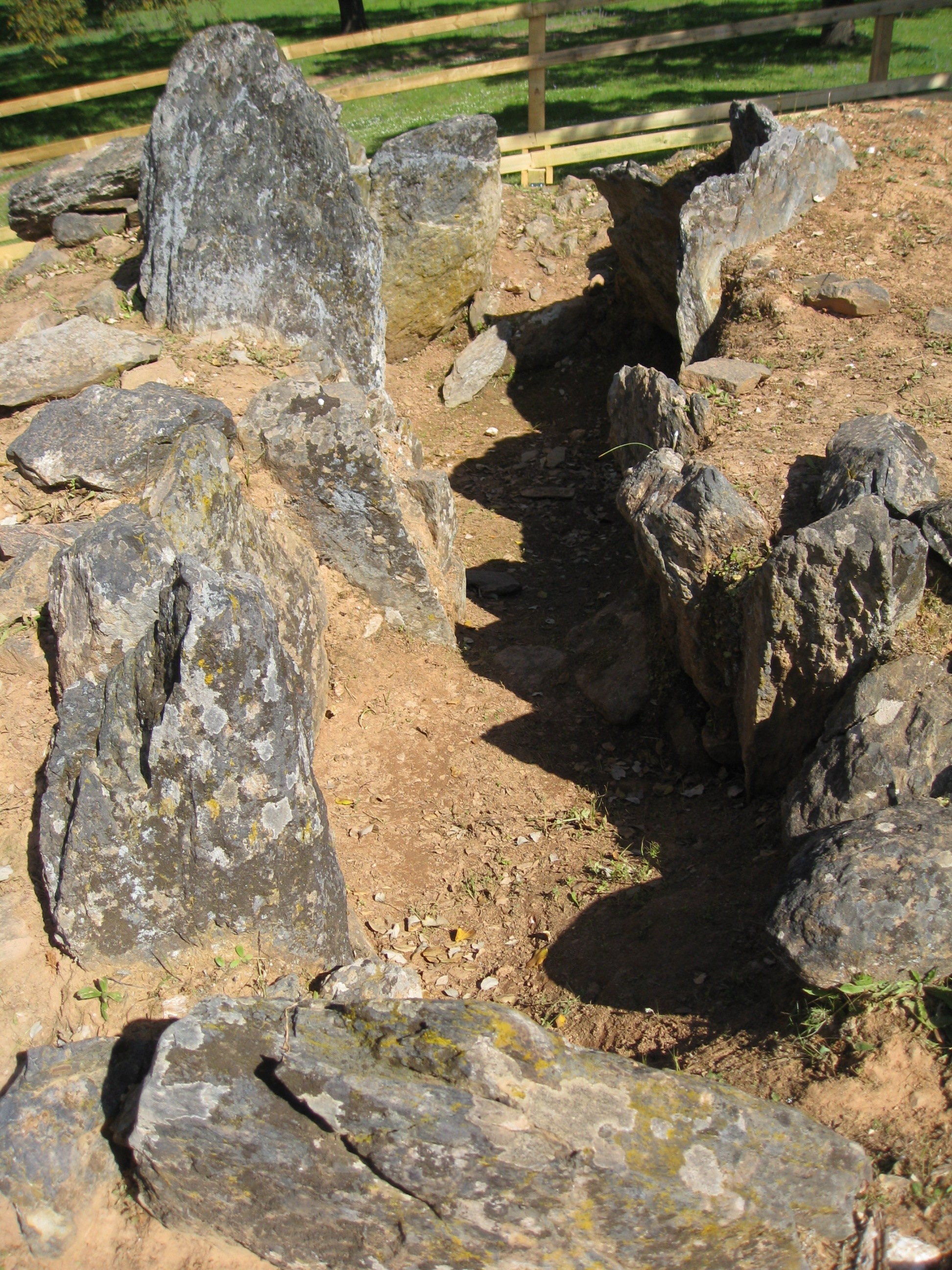
Megalithanlage Lousal 1

Die Megalithanlagen von Lousal (Lousal 1 und Lousal 2) liegen westlich vom Weiler Lousal bei Grândola im Distrikt Setúbal in der Estremadura in Portugal. 

## Lousal 1
Das Megalithmonument Lousal 1 ist ein Kuppel- oder Tholosgrab, als seltene anzutreffende Doppelkammer, wobei die Nebenkammer eine ovale Form hat. Es wurde von A. Rodrigues Cavaco entdeckt und in den 1950er Jahren von Otávio da Veiga Ferreira ausgegraben. Es wurde 1990 als IIP – Imóvel de Interesse Público klassifiziert.
Lousal 1 hat eine runde Kammer, deren ovale Seitenkammer durch einen geraden Gang verbunden ist. Die runde Kammer hat etwa 2,0 m Durchmesser und besteht aus acht rechteckigen Tragsteinen aus Porphyr mit einer maximalen Höhe von 1,8 m. Der Zugang ist dem Kammerdurchmesser angepasst und etwa 2,0 m lang. Neben der runden Kammer liegt eine ovale Struktur, bestehend aus neun Tragsteinen von etwa 80 cm Höhe, getrennt von der anderen durch einen kleinen engen, von drei Steinen gebildeten Gang. Spuren des ursprünglichen Tumulus sind noch erkennbar. Die Tholos wurde um 2000 v. Chr. errichtet und bis etwa 1700 v. Chr. genutzt. Die Megalithanlage befindet sich in einem Gebiet, das reich an Pyrit und Erz ist, noch heute ist Lousal eine Bergbaugemeinde.
Innerhalb des Dolmens wurden eine Armschutzplatte aus Schiefer, eine Pfeilspitze vom Palmela-Typ aus Kupfer, ein Kupferreif, ein kugelförmiges Gefäß, ein Becher, ein Schieferplattenfragment, ein Mahlstein und Ockerfragmente gefunden. Die Artefakte können im Museu do Instituto Geológico e Mineiro (Museum des geologischen Instituts des Bergbaus) in Lissabon besichtigt werden.

## Lousal 2
Lousal 2 ist eine Steinkiste. Sie gehört zu einer Denkmalgruppe, die man in der Gegend häufiger findet, und ist nicht geschützt.
Die rechteckige Steinkiste besteht aus sechs Steinen. Ein Endstein ist gut erkennbar. Die Westseite fehlt. Die Abmessungen betragen etwa 2,3 × 1,15 m.
In der Nähe befinden sich die Megalithanlage Pata do Cavalo und die Anta do Monte Serôdio.